# 狙いうち
「狙いうち」（ねらいうち）は、1973年2月25日にリリースされた日本の歌手・山本リンダのシングルである。

## 解説
冒頭は最初「ラララ ラララ…」だったが、インパクトが弱いとの事で阿久が「ウララ ウララ…」に代えたところ、振り付けとともに瞬く間に大ヒット作品となる。この曲で山本は、1973年の『第24回NHK紅白歌合戦』に出場した。
なお、都倉の後日談として、この曲は作曲先行で行われた。都倉が阿久にデモテープで送る際、自分のイメージを伝えるために、「ウダダ ウダダ」と自ら歌って録音したものを送ったが、阿久が送り返してきた歌詞が（正式に採用された）「ウララ ウララ」となっていたのを目の当たりにして愕然としたと語っていた。

### 野球の応援歌として
- 「狙いうち」という名前が「ボールをヒットさせる（打つ）」事を想起させ、かつ作詞者の阿久悠がOBであったことから、東京六大学野球の明治大学応援団が「チャンステーマ」として導入した（明大応援団が唯一山本リンダから応援歌としての利用の公認を貰っている）[要出典]。
- その後、日本のプロ野球・中日ドラゴンズのゲーリー・レーシッチをはじめとする外国人選手の応援歌、その流れで2014年シーズン終了間際までドラゴンズのチャンステーマとして使われていた[注釈 1]ほか、中日および阪神タイガースに在籍していた矢野輝弘の現役時代の応援歌にも歌詞の一部が引用されていた。
- また日本の高校野球でも、発売から50年以上経った現在も、1978年のピンク・レディーの「サウスポー」（同曲も同じく作詞・阿久悠、作曲・編曲・都倉俊一）などと共に、応援歌の定番曲のひとつとしてよく知られている。

## 反響など
- 1980年開始の昼帯番組『笑ってる場合ですよ!』（フジテレビ系）の日替りコーナー「ザ・ぼんちの物まねグランプリ」では、最終問題の際に三宅恵介ディレクターが山本リンダのモノマネで、『狙いうち』を歌いながら登場した。
- 発売された1973年頃、桃屋「ごはんですよ」のCM「オムニバス篇」で、三木のり平が1フレーズを捩ったものを使用していた[1]。
- その人気が再燃した事により、山本自身も1991年の第42回NHK紅白歌合戦に出演している。これは、1974年の第25回以来の17年ぶりの紅白出場となった。なお、その第42回紅白歌合戦での山本は、20作目のシングル曲「どうにもとまらない」と共に披露していた。
- 1994年4月13日に放送された『タモリのSuperボキャブラ天国』で、この曲を替え歌にした「浦和は7つの駅がある」が取り上げられた。
  - 放送当時、浦和美園駅は未開業だった。浦和美園駅が開業した2001年以降は、浦和は8つの駅がある。
  - 2021年9月5日（9月4日深夜）に放送された『タモリ倶楽部』でハライチがこの替え歌を口ずさみ、タモリもネタにした[2]。
- 2003年末に放映された『ダウンタウンのガキの使いやあらへんで!!』の企画で松本と浜田の対決で日本シリーズ優勝予想を外した浜田が裏を読めない男という格付けを押されたことで、「ウラ」のつくものづくしで責め立てられる罰ゲームを受ける。BGMの部分に「ウララ ウララ」の裏(浦)を強調し更にはロケ地もロシア極東地区の沿岸都市ウラジオストクとなっている。
- 三又又三の「三又ダンス」は、この曲をBGMとしている（2013年頃）。
- アニメ「ちびまる子ちゃん」の話の間にも長く使われた。
- ホスト業界ではシャンパンコールの定番として「狙い撃ちコール」がある。この曲のリミックスをBGMとしている事が由来だが、営業終盤でも担当ホストのラストソング(その日の売上トップ)を狙い撃ち出来るほど高額で派手という意味合いもある。

## 収録曲
- 全作詞：阿久悠／全作曲・編曲：都倉俊一

1. 狙いうち（2分19秒）
2. 夢やぶれて（2分36秒）

## 表題曲のカバー
- ホワイトタイガース（1988年、シングル）
- 松崎しげる（2000年、サントリー「マグナムドライ」CMソングとして替え歌で起用された。替え歌の作詞は齋藤和典[3]）
- カバーソング・ドールズ（2007年、アルバム『Cover Song Dolls』）
- 米米CLUB（ライブで歌っている）
- 宇野美香子（2015年、アルバム『宇野美香子 〜昭和ポップスを歌う』）
- everymen『狙いうち (cover ver.)』(2018年)
- 原紗友里、青木瑠璃子、杜野まこ - （2022年、アルバム『CINDERELLA PARTY! デレぱにぱにック＆デレパノココロ ～信じられないくらい素敵なCD～』）
- 高木凛(CV:鷲見友美ジェナ)(2023年、『配信シングル』)
- 新しい学校のリーダーズ（2023年、アルバム『マ人間』）
- 大沢瑠璃乃（菅叶和）（2023年、ゲーム『Link!Like!ラブライブ!』）